# Dorotea Barnés González
Dorotea Barnés González (Pamplona, 21 de diciembre de 1904-Fuengirola, 4 de agosto de 2003) fue una de las pioneras españolas en química, tanto en investigación como en docencia, durante la Edad de Plata. Doctora y catedrática de instituto, su trabajo de investigación fue clave en la incorporación de técnicas como la espectroscopia Raman a los departamentos de química en España. Durante la guerra, estuvo exiliada en Francia. Regresó a España en 1940 donde fue inhabilitada para la enseñanza. No volvió a investigar.

## Biografía
Dorotea fue una de las cuatro hijas (Adela, Petra y Ángela) que, además de los tres hijos (Francisco, Urbano y Juan), tuvo el matrimonio formado por Dorotea González y su esposo Francisco Barnés Salinas. Francisco Barnés fue catedrático de Historia y llegó a ser diputado en 1931 y ministro de Instrucción Pública y Bellas Artes en 1933, con el gobierno de Manuel Azaña, y con en 1936 en el de Santiago Casares Quiroga y José Giral. Francisco y su esposa consideraban que sus hijas tenían derecho a estudiar hasta donde quisieran. Las cuatro cursaron estudios universitarios, Dorotea y Adela se licenciaron en Químicas, Petra en Farmacia y Ángela en filología árabe.

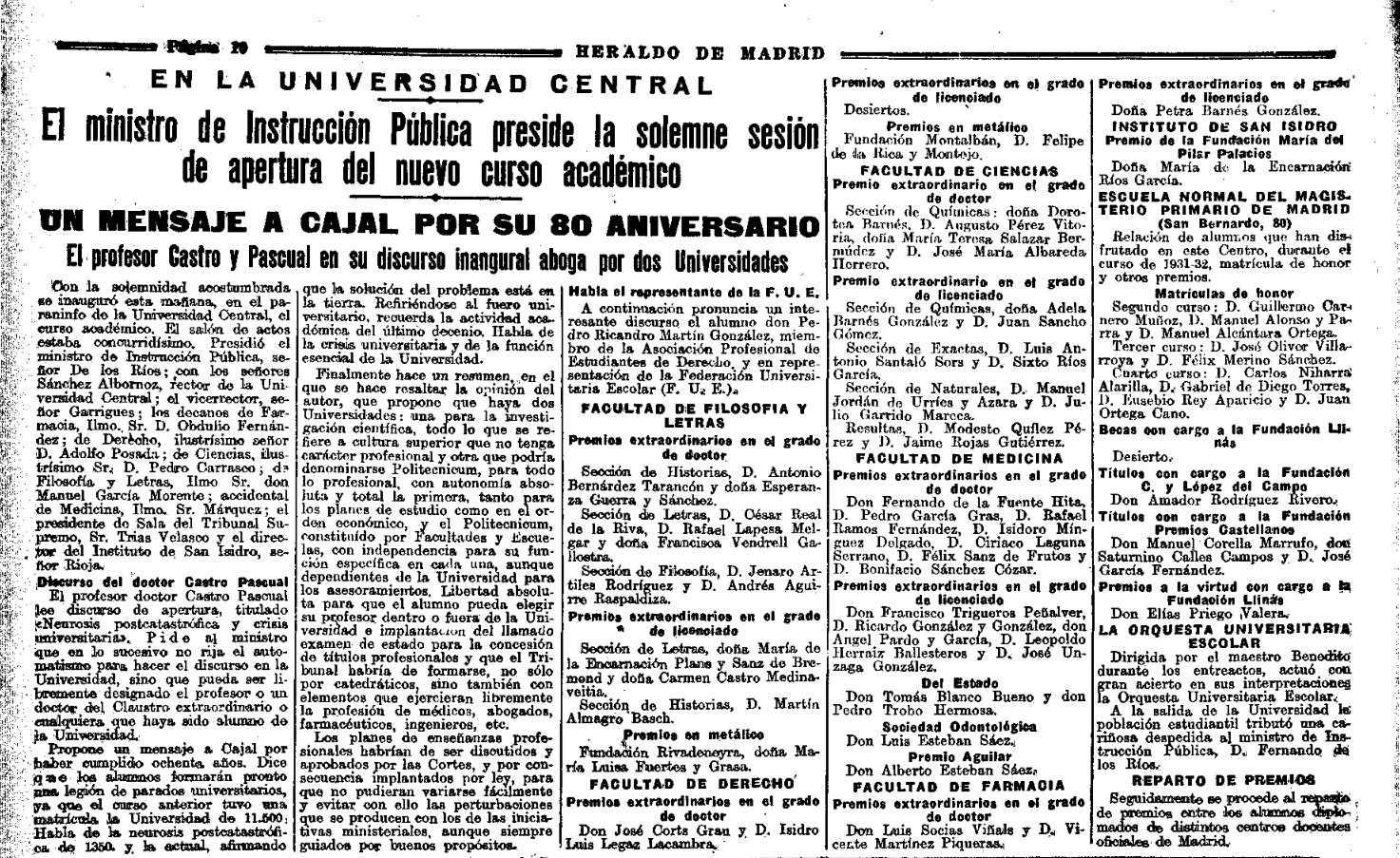
Adela Barnés González y Petra Barnés González fueron premio extraordinario de licenciatura en 1932, el mismo año que su hermana Dorotea obtenía el Doctorado en Químicas, con Premio Extraordinario.

Dorotea hizo el bachillerato en el Instituto de Ávila, donde su padre era catedrático, y con 20 años se trasladó a Madrid para ingresar en el recién inaugurado Instituto-Escuela en la órbita de creaciones de la Institución Libre de Enseñanza.
En 1918 se matriculó en la Universidad Central de Madrid y en 1931 se licenció en Ciencias Químicas con premio extraordinario. Desde 1928 alternó sus estudios con su asistencia a la Sociedad Española de Física y Química y a los cursos del Laboratorio Foster de la Residencia de Señoritas de Madrid, dirigida por María de Maeztu. Todo ello le permitió ser becada por la Junta para Ampliación de Estudios (la institución más liberal que en aquel momento existía en España pero en la que no obstante sólo un 13% de los becados fueron mujeres) en 1929, en el Smith College de Northampton, Massachusetts, donde se especializó en la investigación en el campo de las técnicas del análisis espectral, bajo la dirección de Gladys Anslow, doctora en Física por la Universidad de Yale y profesora del Departamento de Química del Smith College.
En 1930 publicó Algunas características químicas y del espectro de absorción de la cistina, trabajo con el que consiguió el «Master Degree of Science» otorgado por Smith College. En el «Sterling Chemistry Laboratory» desarrolló, en equipo, un estudio comparativo de los ácidos nucleicos en bacterias patógenas. Fue considerada como una de las científicas más avanzadas dentro del campo de la espectroscopia aplicada al análisis químico, junto a Mary Louise Foster y la mencionada Gladys Anslow.
En 1931 regresó a España y no tardó en conseguir un puesto de investigadora en el Instituto Nacional de Física y Química de Madrid, en la Sección de Espectroscopia y bajo la dirección de Miguel Catalán, junto a Rosa Bernís Madrazo, Josefina González Aguado, Pilar de Madariaga Rojo, Pilar Martínez Sancho, Carmen Mayoral Girauta y María Paz García del Valle. Fue Catalán quien la encomendó en 1932 viajar a Graz, Austria y trabajar en el laboratorio de Karl Wilhelm Friedrich Kohlrausch, sobrino del eminente físico alemán Friedrich Kohlrausch. A los tres meses regresó a España y publicó el primer estudio en español sobre la "técnica Raman".
Su reconocimiento definitivo como la mayor especialista española en espectroscopia le llegó en el IX Congreso Internacional de Química Pura y Aplicada celebrado en Madrid en 1933.
Ese mismo año había contraído matrimonio y conseguido la cátedra de Física y Química del Instituto Lope de Vega de Madrid, donde ejerció la docencia hasta que se quedó embarazada y le fue concedido un permiso hasta dar a luz y 40 días más.
En 2018 fue incluida en La Tabla Periódica de las Científicas, junto a científicas de todo el mundo, al haber sido declarado el  2019  Año Internacional de la Tabla Periódica de los Elementos Químicos para conmemorar el 150.º aniversario de la publicación de Mendeléyev.

## Guerra y exilio
El nacimiento de su hija coincidió con el inicio de la Guerra Civil. Siguiendo el consejo de su padre, se exilió en Carcasona (Francia).
Su hermano Juan falleció en combate en 1937, Francisco había estado cautivo hasta 1938 y después del exilio en Francia, se trasladó en 1938 a México. Formando parte del exilio republicano español en México vivieron exiliados su hermano Urbano, sus padres y sus hermanas Adela, Ángela, Petra y su marido. Adela y Petra encontraron empleos acorde a su formación.
A Dorotea y a su hermana Adela les abrieron expediente en el marco de la depuración franquista del magisterio español, entre los años 36 y 38. El 16 de septiembre de 1941 se dictó el decreto que le impuso a Dorotea la pena de inhabilitación para la Enseñanza. El mismo castigo se impuso Adela. La sanción solo era aplicable en España, por lo que Adela pudo seguir impartiendo la docencia hasta su jubilación Dorotea se quedó en España, con su hija y su marido, sin volver a las aulas ni a los laboratorios. Falleció en Fuengirola el 4 de agosto de 2003.

## La experiencia fragmentada
En algunas biografías, se afirma que Dorotea dijo en 1996:

"a mí me sacó de la ciencia mi marido".

Esa frase está tomada del libro Pioneras españolas en las ciencias, concretamente de la nota número 110 a pie de página 283.
Carmen Magallón explica en el epílogo lo que, en su opinión, es la experiencia fragmentada

Y llamo experiencia fragmentada a esa existencia con cabida para tramos vitales innovadores que abrieron puertas a las mujeres posteriores, seguidos o solapados con tramos de adaptación en los que era la búsqueda de un equilibrio no heroico para el vivir del día a día lo que regía

Algunos críticos consideran que Dorotea Barnés es uno de los casos más flagrantes de genio frustrado por el poder marital sobre la mujer, poder al que estaba, por ley, obligada a obedecer, y por la circunstancia de un marco bélico hasta el punto de que en la mayoría de sus biografía se desconocen lugar y fecha de fallecimiento.
De lo que no cabe duda es del papel destacado de la investigación que llevó a cabo Dorotea Barnés, pionera española en la ciencia.

## Reconocimientos
En julio de 2018 la Asociación “Herstóricas. Historia, Mujeres y Género” y el Colectivo “Autoras de Cómic” creó un proyecto de carácter cultural y educativo para visibilizar la aportación histórica de las mujeres en la sociedad y reflexionar sobre su ausencia consistente en un juego de cartas. Una de estas cartas está dedicada a Barnés González.